# Discografia di Travis Scott
La discografia di Travis Scott, rapper statunitense, è composta da cinque album in studio, di cui uno in collaborazione con altri artisti, una compilation, due mixtape e 51 singoli, di cui 24 in collaborazione con altri artisti.

## Album

### Album in studio
| Anno                                                                                          | Titolo e dettagli | Classifiche | Classifiche | Classifiche | Classifiche | Classifiche | Classifiche | Classifiche | Classifiche | Certificazioni |
| Anno                                                                                          | Titolo e dettagli | USA         | AUS         | BEL (FL)    | CAN         | FRA         | NZL         | SWI         | UK          | Certificazioni |
| --------------------------------------------------------------------------------------------- | --- | ----------- | ----------- | ----------- | ----------- | ----------- | ----------- | ----------- | ----------- | --- |
| 2015                                                                                          | Rodeo - Pubblicato: 4 settembre 2015 - Etichetta: Grand Hustle Records, Epic Records - Formati: CD, LP, download digitale, streaming | 3           | 30          | 50          | 5           | 54          | 22          | 14          | 22          | - USA: Platino - CAN: Platino - DEN: Platino - UK: Argento |
| 2016                                                                                          | Birds in the Trap Sing McKnight - Pubblicato: 2 settembre 2016 - Etichetta: Grand Hustle, Epic - Formati: CD, LP, download digitale, streaming | 1           | 10          | 28          | 2           | 37          | 10          | 46          | 19          | - USA: Platino - CAN: 2x Platino - DEN: 2x Platino - ITA: Platino - BRA: Oro - FRA: Oro - UK: Oro |
| 2017                                                                                          | Huncho Jack, Jack Huncho (con Quavo come Huncho Jack) - Pubblicato: 21 dicembre 2017 - Etichetta: Grand Hustle, Epic, Cactus Jack Records, Quality Control Music, Capitol Records, Motown Records - Formati: CD, LP, download digitale, streaming | 3           | —           | 54          | 6           | —           | 22          | 41          | 34          | - DEN: Oro |
| 2018                                                                                          | Astroworld - Pubblicato: 3 agosto 2018 - Etichetta: Grand Hustle, Epic, Cactus Jack - Formati: CD, LP, download digitale, streaming | 1           | 1           | 1           | 1           | 2           | 1           | 2           | 3           | - USA: 4x Platino - BRA: Diamante - AUS: Platino - AUT: Platino - CAN: 5x Platino - DEN: 4x Platino - FRA: Platino - ITA: 2x Platino - NZL: 4x Platino - POL: 3x Platino - SWE: Platino - SWI: Platino - UK: Platino - GER: Oro - MEX: Oro - SGP: Oro |
| 2023                                                                                          | Utopia - Pubblicato: 28 luglio 2023 - Etichetta: Epic, Cactus Jack - Formati: CD, LP, download digitale, streaming | 1           | 1           | 3           | 1           | 1           | 1           | 2           | 1           | - ITA: Platino - POL: Platino - DEN: Oro - FRA: Oro - HUN: Oro - NZL: Oro - UK: Oro - SWE: Oro |
| "—" indica che l'opera non si è classificata o che non è stata pubblicata in quel territorio. | |             |             |             |             |             |             |             |             | |

### Raccolte
| Anno | Titolo e dettagli | Classifiche | Classifiche | Classifiche | Classifiche | Classifiche | Classifiche | Classifiche |
| Anno | Titolo e dettagli | USA         | AUS         | BEL (FL)    | CAN         | FRA         | NZL         | SWI         |
| ---- | --- | ----------- | ----------- | ----------- | ----------- | ----------- | ----------- | ----------- |
| 2019 | JackBoys (con JackBoys) - Pubblicato: 27 dicembre 2019 - Etichetta: Epic, Cactus Jack - Formati: CD, LP, download digitale, streaming | 1           | 5           | 19          | 1           | 34          | 5           | 6           |
| 2025 | JackBoys 2 (con JackBoys) - Pubblicato: 13 luglio 2025 - Etichetta: Epic, Cactus Jack - Formati: CD, LP, download digitale, streaming |             |             |             |             |             |             |             |

### Mixtape
| Anno | Titolo e dettagli |
| ---- | --- |
| 2013 | Owl Pharaoh - Pubblicato: 21 maggio 2013 - Etichetta: Grand Hustle - Formati: CD, LP, download digitale                  |
| 2014 | Days Before Rodeo - Pubblicato: 18 agosto 2014 - Etichetta: Grand Hustle - Formati: CD, LP, download digitale, streaming |

## Singoli

### Come artista principale
| Anno                                                                                          | Titolo                                                                                              | Classifiche | Classifiche | Classifiche | Classifiche | Classifiche | Classifiche | Classifiche | Classifiche | Certificazioni | Album                                                            |
| Anno                                                                                          | Titolo                                                                                              | USA         | AUS         | BEL (FL)    | CAN         | FRA         | NZL         | SWI         | UK          | Certificazioni | Album                                                            |
| --------------------------------------------------------------------------------------------- | --------------------------------------------------------------------------------------------------- | ----------- | ----------- | ----------- | ----------- | ----------- | ----------- | ----------- | ----------- | --- | ---------------------------------------------------------------- |
| 2012                                                                                          | Blocka La Flame                                                                                     | —           | —           | —           | —           | —           | —           | —           | —           | | Owl Pharaoh                                                      |
| 2013                                                                                          | Quintana (feat. Wale)                                                                               | —           | —           | —           | —           | —           | —           | —           | —           | | Owl Pharaoh                                                      |
| 2013                                                                                          | Upper Echelon (feat. T.I. e 2 Chainz)                                                               | —           | —           | —           | —           | —           | —           | —           | —           | | Owl Pharaoh                                                      |
| 2014                                                                                          | Don't Play (feat. Big Sean e The 1975)                                                              | —           | —           | —           | —           | —           | —           | —           | —           | | Days Before Rodeo                                                |
| 2014                                                                                          | Mamacita (feat. Rich Homie Quan e Young Thug)                                                       | —           | —           | —           | —           | —           | —           | —           | —           | | Days Before Rodeo                                                |
| 2015                                                                                          | 3500 (feat. Future e 2 Chainz)                                                                      | 82          | —           | —           | —           | —           | —           | —           | —           | - USA: Oro | Rodeo                                                            |
| 2015                                                                                          | Antidote                                                                                            | 16          | —           | 125         | 38          | 120         | —           | —           | —           | - USA: 4x Platino - BRA: Platino - CAN: Platino - AUS: Oro - POL: Oro - UK: Oro | Rodeo                                                            |
| 2016                                                                                          | A-Team                                                                                              | —           | —           | —           | —           | —           | —           | —           | —           | | N.D.                                                             |
| 2016                                                                                          | Wonderful (feat. The Weeknd)                                                                        | —           | —           | —           | —           | —           | —           | —           | —           | - AUS: Oro | Birds in the Trap Sing McKnight                                  |
| 2016                                                                                          | Pick Up the Phone (con Young Thug feat. Quavo)                                                      | 43          | —           | —           | 62          | 95          | —           | —           | 181         | - USA: 2x Platino - CAN: 3x Platino - FRA: Platino - BRA: Oro - DEN: Oro - ITA: Oro - UK: Oro | Birds in the Trap Sing McKnight                                  |
| 2016                                                                                          | Champions (con Young Thug, Kanye West, Gucci Mane, Big Sean, 2 Chainz, Yo Gotti, Quavo e Desiigner) | 71          | —           | —           | 73          | —           | —           | —           | 128         | - USA: Platino - DEN: Oro | Cruel Winter                                                     |
| 2016                                                                                          | Goosebumps (feat. Kendrick Lamar)                                                                   | 32          | 45          | —           | 56          | 23          | —           | 32          | 65          | - USA: 8x Platino - BRA: 3x Diamante - FRA: Diamante - AUS: 5x Platino - AUT: 3x Platino - BEL: Platino - CAN: 6x Platino - DEN: 3x Platino - GER: Platino - GRE: 2x Platino - ITA: 3x Platino - MEX: 4x Platino - NZL: 3x Platino - POR: 6x Platino - UK: 2x Platino - SWE: Oro                      | Birds in the Trap Sing McKnight                                  |
| 2017                                                                                          | Go Off (con Lil Uzi Vert e Quavo)                                                                   | 107         | —           | —           | —           | 124         | —           | —           | —           | - USA: Oro | The Fate of the Furious: The Album                               |
| 2017                                                                                          | Butterfly Effect                                                                                    | 50          | 46          | 78          | 40          | 117         | —           | 58          | 57          | - USA: 4x Platino - BRA: Diamante - AUS: 3x Platino - CAN: 8x Platino - DEN: Platino - FRA: Platino - GER: Platino - ITA: Platino - MEX: Platino - POL: 2x Platino - POR: Platino - UK: Platino - SWI: Platino - SWE: Oro                                                                             | Astroworld                                                       |
| 2018                                                                                          | Watch (feat. Lil Uzi Vert e Kanye West)                                                             | 16          | 65          | —           | 24          | —           | —           | 62          | 53          | - USA: Platino - CAN: Oro | N.D.                                                             |
| 2018                                                                                          | Sicko Mode (feat. Drake)                                                                            | 1           | 6           | 54          | 3           | 20          | 7           | 17          | 9           | - USA: Diamante - BRA: 3x Diamante - FRA: Diamante - AUS: 9x Platino - AUT: Platino - CAN: 9x Platino - DEN: 2x Platino - GER: Platino - GRE: 2x Platino - ITA: 2x Platino - MEX: 4x Platino - NZL: 2x Platino - POL: 4x Platino - POR: 3x Platino - UK: 2x Platino - SWE: Oro                        | Astroworld                                                       |
| 2018                                                                                          | Yosemite (feat. Gunna e Nav)                                                                        | 25          | 97          | —           | 18          | 93          | —           | —           | 93          | - USA: 2x Platino - AUS: Platino - BRA: Platino - CAN: 4x Platino - FRA: Oro - DEN: Oro - ITA: Oro - UK: Argento | Astroworld                                                       |
| 2019                                                                                          | Wake Up (feat. The Weeknd)                                                                          | 30          | 67          | —           | 27          | 96          | 28          | —           | —           | - AUS: Platino - BRA: Platino - CAN: 2x Platino - UK: Argento | Astroworld                                                       |
| 2019                                                                                          | Chopstix (con Schoolboy Q)                                                                          | 85          | —           | —           | 69          | —           | —           | —           | —           | | Crash Talk                                                       |
| 2019                                                                                          | Power Is Power (con The Weeknd e SZA)                                                               | 90          | 30          | 60          | 50          | —           | —           | 67          | 45          | - USA: Oro | For the Throne: Music Inspired by the HBO Series Game of Thrones |
| 2019                                                                                          | Antisocial (con Ed Sheeran)                                                                         | 37          | 11          | 55          | 17          | 102         | 9           | 40          | —           | - USA: Oro - CAN: Platino - AUS: Oro - BRA: Oro - DEN: Oro - POL: Oro - UK: Oro | No. 6 Collaborations Project                                     |
| 2019                                                                                          | Highest in the Room                                                                                 | 1           | 3           | 30          | 1           | 11          | 2           | 2           | 2           | - USA: 4x Platino - BRA: 3x Diamante - FRA: Diamante - AUS: 3x Platino - AUT: Platino - CAN: 5x Platino - DEN: Platino - GER: Platino - GRE: 4x Platino - ITA: 2x Platino - MEX: Platino - NZL: Platino - POL: 2x Platino - POR: 4x Platino - UK: Platino - SWE: Platino - SWI: 2x Platino - BEL: Oro | N.D.                                                             |
| 2020                                                                                          | Out West (con JackBoys feat. Young Thug)                                                            | 38          | 79          | —           | 29          | —           | —           | —           | —           | - CAN: Platino - GRE: Platino - FRA: Oro - ITA: Oro - MEX: Oro - POL: Oro - POR: Oro - UK: Argento | JackBoys                                                         |
| 2020                                                                                          | The Scotts (con Kid Cudi come The Scotts)                                                           | 1           | 4           | 29          | 1           | 2           | 2           | 3           | 11          | - USA: Platino - BRA: 2x Platino - CAN: 2x Platino - GRE: Platino - POL: Platino - POR: Platino - AUS: Oro - AUT: Oro - DEN: Oro - FRA: Oro - ITA: Oro - MEX: Oro - NZL: Oro - SWI: Oro - UK: Argento                                                                                                 | N.D.                                                             |
| 2020                                                                                          | TKN (con Rosalía)                                                                                   | 66          | —           | 57          | 57          | 52          | —           | 6           | 41          | - USA: Oro - CAN: Platino - ITA: Platino - MEX: Platino - POR: Platino - AUS: Oro - FRA: Oro - POL: Oro - SWI: Oro | N.D.                                                             |
| 2020                                                                                          | The Plan                                                                                            | 74          | —           | —           | 62          | —           | —           | 98          | 93          | | Tenet: Original Motion Picture Soundtrack                        |
| 2020                                                                                          | Franchise (feat. Young Thug e M.I.A.)                                                               | 1           | 31          | 79          | 16          | 120         | 37          | 14          | 26          | - BRA: Platino - CAN: Oro - POL: Oro | N.D.                                                             |
| 2021                                                                                          | Goosebumps (Remix) (con HVME)                                                                       | 47          | 5           | —           | 10          | 10          | 22          | —           | 8           | - BRA: 2x Diamante - AUS: 2x Platino - AUT: Platino - CAN: 2x Platino - DEN: Platino - GER: Platino - GRE: Platino - POL: Platino - POR: 2x Platino - UK: Platino - BEL: Oro - ITA: Oro - MEX: Oro - SWE: Oro - SWI: Oro                                                                              | N.D.                                                             |
| 2021                                                                                          | Durag Activity (con Baby Keem)                                                                      | 85          | —           | —           | 53          | —           | 46          | —           | 96          | - USA: Oro - CAN: Oro | The Melodic Blue                                                 |
| 2021                                                                                          | Escape Plan                                                                                         | 11          | 22          | —           | 9           | 87          | 25          | 16          | 23          | - BRA: Oro | N.D.                                                             |
| 2021                                                                                          | Mafia (feat. J. Cole)                                                                               | 26          | 47          | —           | 16          | 94          | —           | 16          | 41          | - BRA: Platino | N.D.                                                             |
| 2022                                                                                          | Down in Atlanta (con Pharrell Williams)                                                             | 88          | 68          | —           | 56          | 186         | —           | 25          | 81          | | Phriends, Vol. 1                                                 |
| 2023                                                                                          | K-pop (con Bad Bunny e The Weeknd)                                                                  | 7           | 22          | —           | 14          | 20          | 27          | 3           | 24          | - ITA: Oro | Utopia                                                           |
| 2023                                                                                          | Delresto (Echoes) (con Beyoncé)                                                                     | 25          | 34          | —           | 26          | 38          | 30          | —           | —           | | Utopia                                                           |
| 2023                                                                                          | Meltdown (feat. Drake)                                                                              | 3           | 8           | —           | 1           | 21          | 4           | 2           | 10          | - CAN: Platino | Utopia                                                           |
| 2023                                                                                          | I Know?                                                                                             | 11          | 8           | —           | 11          | 34          | 10          | 20          | 62          | - CAN: Platino - POR: Platino - GRE: Oro | Utopia                                                           |
| 2023                                                                                          | Water - Remix (con Tyla)                                                                            | —           | —           | —           | —           | —           | —           | —           | —           | | Tyla                                                             |
| 2024                                                                                          | Type Shit (con Future, Metro Boomin e Playboi Carti)                                                | 2           | 29          | —           | 8           | 91          | 23          | 11          | 18          | | We Don't Trust You                                               |
| 2024                                                                                          | Née-Nah (con 21 Savage e Metro Boomin)                                                              | 10          | 34          | —           | 8           | 108         | 23          | 12          | 23          | | American Dream                                                   |
| "—" indica che l'opera non si è classificata o che non è stata pubblicata in quel territorio. | |             |             |             |             |             |             |             |             | |                                                                  |

### Come artista ospite
| Anno                                                                                          | Titolo                                                                  | Classifiche | Classifiche | Classifiche | Classifiche | Classifiche | Classifiche | Classifiche | Classifiche | Album                            |
| Anno                                                                                          | Titolo                                                                  | USA         | AUS         | BEL (FL)    | CAN         | FRA         | NZL         | SWI         | UK          | Album                            |
| --------------------------------------------------------------------------------------------- | ----------------------------------------------------------------------- | ----------- | ----------- | ----------- | ----------- | ----------- | ----------- | ----------- | ----------- | -------------------------------- |
| 2013                                                                                          | Vulnerable (Tinashe feat.Travis Scott)                                  | —           | —           | —           | —           | —           | —           | —           | —           | Black Water                      |
| 2014                                                                                          | Ghosttown (Yung Lean feat. Travis Scott)                                | —           | —           | —           | —           | —           | —           | —           | —           | Unknown Memory                   |
| 2015                                                                                          | No Feelings (PartyNextDoor feat. Travis Scott)                          | —           | —           | —           | —           | —           | —           | —           | —           | N.D.                             |
| 2016                                                                                          | Whole Lotta Lovin' (Mustard feat. Travis Scott)                         | 118         | —           | —           | —           | —           | —           | —           | —           |                                  |
| 2016                                                                                          | Bake Sale (Wiz Khalifa feat. Travis Scott)                              | 56          | —           | —           | 70          | 71          | —           | —           | —           | Khalifa                          |
| 2016                                                                                          | No English (Juicy J feat. Travis Scott)                                 | —           | —           | —           | —           | —           | —           | —           | —           | Rubba Band Business              |
| 2016                                                                                          | Last Time (Gucci Mane feat. Travis Scott)                               | —           | —           | —           | —           | —           | —           | —           | —           | The Return of East Atlanta Santa |
| 2017                                                                                          | Love Galore (SZA feat. Travis Scott)                                    | 32          | —           | —           | 84          | —           | —           | —           | —           | Ctrl                             |
| 2017                                                                                          | Portland (Drake feat. Quavo e Travis Scott)                             | 9           | —           | —           | 6           | 118         | 38          | 31          | 27          | More Life                        |
| 2017                                                                                          | White Dress (Louis B. e King Louie feat. Travis Scott)                  | —           | —           | —           | —           | —           | —           | —           | —           | Neon Rain II                     |
| 2017                                                                                          | Know No Better (Major Lazer feat. Travis Scott, Camila Cabello e Quavo) | 87          | 34          | 37          | 30          | 18          | 28          | 30          | 15          | Know No Better                   |
| 2017                                                                                          | Sky Walker (Miguel feat. Travis Scott)                                  | 29          | —           | —           | 87          | —           | —           | —           | —           | War & Leisure                    |
| 2017                                                                                          | 4 AM (2 Chainz feat. Travis Scott)                                      | 55          | —           | —           | 50          | —           | —           | —           | —           | Pretty Girls Like Trap Music     |
| 2017                                                                                          | Deserve (Kris Wu feat. Travis Scott)                                    | 104         | —           | —           | —           | —           | —           | —           | —           | Antares                          |
| 2017                                                                                          | Dark Knight Dummo (Trippie Redd feat. Travis Scott)                     | 72          | —           | —           | 93          | —           | —           | —           | —           | Life's a Trip                    |
| 2018                                                                                          | Close (Rae Sremmurd feat. Travis Scott)                                 | 98          | —           | —           | 71          | —           | —           | —           | —           | SR3MM                            |
| 2018                                                                                          | Champion (Nav feat. Travis Scott)                                       | 86          | —           | —           | 47          | —           | —           | —           | —           | Reckless                         |
| 2018                                                                                          | Zeze (Kodak Black feat. Travis Scott e Offset)                          | 2           | 14          | 52          | 1           | 77          | 7           | 13          | 7           | Dying to Live                    |
| 2018                                                                                          | Dangerous World (Mustard feat. Travis Scott e YG)                       | —           | —           | —           | —           | —           | —           | —           | —           | N.D.                             |
| 2019                                                                                          | Mile High (James Blake feat. Travis Scott e Metro Boomin)               | 122         | —           | 76          | —           | —           | —           | —           | 47          | Assume Form                      |
| 2019                                                                                          | First Off (Future feat. Travis Scott)                                   | 47          | —           | —           | 39          | —           | —           | 89          | 78          | The Wizrd                        |
| 2019                                                                                          | The London (Young Thug feat. Travis Scott e J. Cole)                    | 12          | 17          | 52          | 6           | 103         | 8           | 20          | 18          | So Much Fun                      |
| 2019                                                                                          | Hot (Remix) (Young Thug feat. Gunna e Travis Scott)                     | 11          | 49          | 70          | 18          | 119         | 40          | 28          | 52          | So Much Fun                      |
| 2020                                                                                          | Give No Fxk (Migos feat. Young Thug e Travis Scott)                     | 48          | —           | —           | 60          | 164         | —           | —           | 96          | N.D.                             |
| 2020                                                                                          | Turks (Nav e Gunna feat. Travis Scott)                                  | 17          | —           | —           | 45          | —           | —           | 63          | 54          | Good Intentions                  |
| 2020                                                                                          | Wash Us in the Blood (Kanye West feat. Travis Scott)                    | 49          | 31          | 67          | 77          | —           | —           | —           | 51          | N.D.                             |
| 2020                                                                                          | Lithuania (Big Sean feat. Travis Scott)                                 | 69          | —           | —           | 52          | —           | —           | —           | —           | Detroit 2                        |
| 2021                                                                                          | Buss It (Remix) (Erica Banks feat. Travis Scott)                        | —           | —           | —           | —           | —           | —           | —           | —           | N.D.                             |
| 2021                                                                                          | Fair Trade (Drake feat. Travis Scott)                                   | 3           | 3           | —           | 5           | —           | 3           | 7           | 3           | Certified Lover Boy              |
| 2022                                                                                          | Hold That Seat (Southside feat. Future e Travis Scott)                  | 57          | —           | 43          | —           | —           | —           | —           | —           | N.D.                             |
| 2022                                                                                          | Never Sleep (Nav e Lil Baby feat. Travis Scott)                         | 50          | —           | 23          | —           | —           | —           | —           | 95          | Demons Protected By Angels       |
| 2023                                                                                          | Ring Ring (Chase B feat. Travis Scott, Don Toliver, e Ty Dolla Sign)    | —           | —           | —           | —           | —           | —           | —           | —           | N.D.                             |
| 2023                                                                                          | Say My Grace (Offset feat. Travis Scott)                                | 43          | —           | 8           | —           | —           | —           | —           | 49          | Set It Off                       |
| 2023                                                                                          | Likka Sto 2 (Lil Blessin e G Herbo feat. Travis Scott e BIA)            | —           | —           | —           | —           | —           | —           | —           | —           | N.D.                             |
| 2023                                                                                          | At the Party (Kid Cudi feat. Pharrell Williams e Travis Scott)          | —           | —           | —           | —           | —           | —           | —           | —           | Insano                           |
| "—" indica che l'opera non si è classificata o che non è stata pubblicata in quel territorio. |                                                                         |             |             |             |             |             |             |             |             |                                  |